# Hypanus dipterurus
Hypanus dipterurus es una especie de pez de la familia Dasyatidae en el orden de los Rajiformes.

## Morfología
• Los machos pueden llegar alcanzar los 122 cm de longitud total.

## Reproducción
Es ovíparo.

## Alimentación
Come cangrejos y moluscos.

## Hábitat
Es un pez de mar y de clima subtropical y demersal que vive entre 10-355 m de profundidad.

## Distribución geográfica
Se encuentra en el Océano Pacífico oriental: desde el sur de California (los Estados Unidos) hasta Chile, incluyendo las Islas Galápagos.

## Costumbres
Es  bentónico.